# Conanalus
Conanalus es un género de saltamontes longicornios de la subfamilia Conocephalinae. Se distribuye en China y en el Sudeste asiático.

## Especies
Las siguientes especies pertenecen al género Conanalus:
- Conanalus axinus Shi, Wang & Fu, 2005
- Conanalus bilobus Du, Song & Shi, 2015
- Conanalus brevicaudus Shi, Mao & Ou, 2008
- Conanalus pieli (Tinkham, 1943)
- Conanalus plicipennis Xia & Liu, 1992
- Conanalus robustus Shi, Mao & Ou, 2008